# Daniel Muñoz (ciclista)
Daniel Muñoz Giraldo (San Rafael, Antioquia, 21 de noviembre de 1996) es un ciclista profesional colombiano. Desde 2024 corre para el equipo colombiano NU Colombia de categoría Continental.

## Palmarés
2019
- Tour de Bihor, más 1 etapa

2021
- 1 etapa del Tour de Rumania

## Equipos
- Manzana Postobón Team (2015-2016)
- EPM (2017-2018)
- Androni Giocattoli[1] (2019-2022)
  - Androni Giocattoli-Sidermec (2019-2021)
  - Drone Hopper-Androni Giocattoli (2022)
- EPM-Scott (2023)
- NU Colombia (2024-)